# Ti-Grace Atkinson
Ti-Grace Atkinson (Baton Rouge, 9 de novembro de 1938) é uma feminista e escritora norte-americana.

## Biografia
Atkinson nasceu em uma proeminente família Louisiana. O "Ti" em seu nome reflete o Cajun ou francês petite, que significa pequena/pequeno.
Atkinson ganhou seu BFA da Academia de Belas Artes da Pensilvânia, da Universidade da Pensilvânia, em 1964. Enquanto ainda estava na Filadélfia, ela ajudou a fundar o Instituto de Arte Contemporânea, atuando como sua primeira diretora, e foi crítica de escultura para o periódico ARTnews. Mais tarde, ela se mudou para Nova York, onde, em 1967, ela entrou para o programa de doutorado em Filosofia na Universidade de Columbia.
Foi como uma estudante de graduação que Atkinson leu O Segundo Sexo de Simone de Beauvoir, e começou a se corresponder com Beauvoir, que sugeriu que ela entrasse em contato com Betty Friedan. Atkinson tornou-se assim uma das primeiras membros da Organização Nacional para as Mulheres, que Friedan havia fundado, servindo no conselho nacional, e tornando-se a presidenta da sede de Nova York, em 1967.  Em 1968 ela deixou a organização para fundar o Movimento de 17 de Outubro, que mais tarde se transformou em The Feminists, um grupo feminista radical ativo até 1973. Em 1971 ela já tinha escrito vários panfletos sobre o feminismo, era uma membro das Daughters of Bilitis e estava defendendo especificamente o lesbianismo político. Seu livro mais famoso, Amazon Odyssey, foi publicado em 1974.
Depois que deixou The Feminists ela disse, “A Irmandade é poderosa. Ela mata. Principalmente irmãs", que foi muitas vezes citada pelas feministas, embora muitas vezes sem a palavra "principalmente".